# آخرین جد مشترک انسان - گوریل
آخرین جد مشترک گوریل-انسان (GHLCA ،GLCA، یا G/H LCA) آخرین گونه‌ای است که جد مشترک انسان‌تباران و گوریل‌ها (یعنی آخرین جد مشترک شامپانزه-انسان از یک سو و گوریل ها از سوی دیگر) شناخته می‌شود. تخمین زده می‌شود که درحدرد ۸ تا ۱۰ میلیون سال قبل و در اواخر میوسن می‌زیسته است.

## همچنین ببینید
- گیبون - آخرین جد مشترک انسان
- تاریخچه طبقه بندی هومینوئید
- فهرست فسیل های تکامل انسان (همراه با تصاویر)
- اورانگوتان-آخرین جد مشترک انسان